# جول جوزيف لوفيفر
جول جوزيف لوفيفر ( 
نطق فرنسي: [ʒyl ʒɔzɛf ləfɛvʁ]
ولد في 14 مارس 1836 وتوفي 24 فبراير 1911 كان رسامًا ومعلمًا ومنظرًا فرنسيًا.

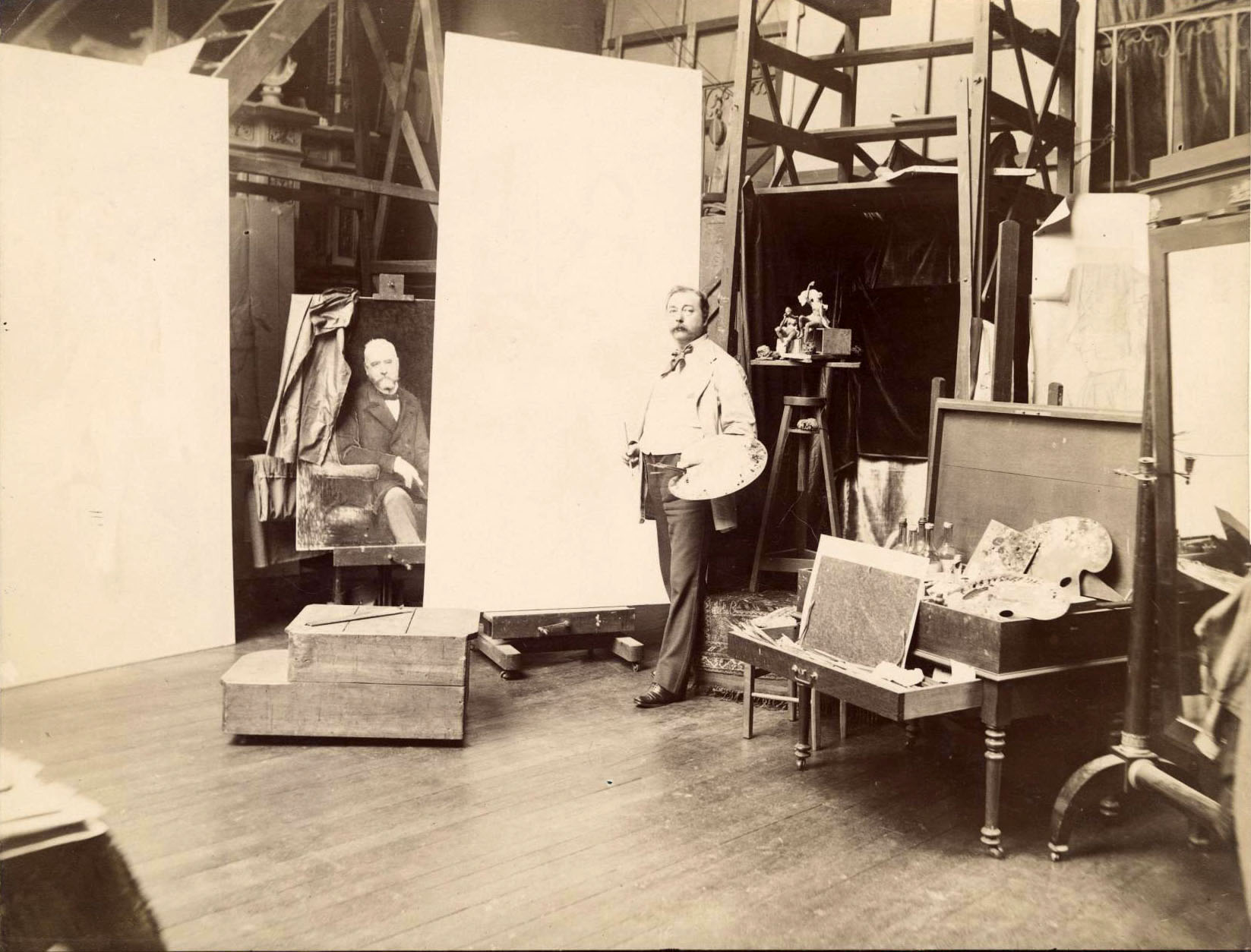
جول لوفيفر في الاستوديو الخاص به

## وقت مبكر من الحياة
ولد لوفيفر في تورنان أون بري سين إت مارن في 14 مارس. إلتحق بالمدرسة الوطنية العليا للفنون الجميلة عام 1852 وكان تلميذاً لليون كوجنيت.

## روابط خارجية
- TheARTwerx - معرض Lefebvre : أرشيف شامل لـ 141 صورة
- Jules-Joseph-Lefebvre.org : 42 صورة بواسطة Jules Joseph Lefebvre
- مركز تجديد الفن – معرض لوفيفر
- جول جوزيف لوفيفر ، Paintingiant.com